# Spanische Badmintonmeisterschaft 1992
Die Spanische Badmintonmeisterschaft 1992 fand in Palma del Río statt. Es war die elfte Austragung der nationalen Titelkämpfe von Spanien im Badminton.

## Titelträger
| Disziplin    | Sieger                            |
| ------------ | --------------------------------- |
| Herreneinzel | David Serrano                     |
| Dameneinzel  | Esther Sanz                       |
| Herrendoppel | Arturo Ruiz López Ernesto García  |
| Damendoppel  | Cristina González Mónica González |
| Mixed        | David Serrano Esther Sanz         |